# 423 pr. n. št.

## Smrti
- Empedoklej, grški filozof (* 495 pr. n. št.)
- Sogdijan, perzijski kralj (* ni znano)